# Oenochrodes
Oenochrodes is een geslacht van vlinders van de familie sikkelmotten (Oecophoridae), uit de onderfamilie Oecophorinae.

## Soorten
- O. crossoxantha Lower, 1907
- O. leptomera (Lower, 1900)